# 沃布仁诺尔
沃布仁诺尔是位于中国内蒙古自治区呼伦贝尔市新巴尔虎右旗阿尔山苏木南部的一个湖泊。其位置约在东经106°43′，北纬48°41′。湖面面积达1平方公里。沃布仁诺尔在蒙古语中的意思是前面的湖。